# Fernando García López
Fernando Rafael García López (Pimentel, provincia de Chiclayo, Lambayeque, 21 de julio de 1987) es un exfutbolista peruano. Jugaba de delantero. Tiene 37 años.

## Trayectoria
Pizarrito García (conocido así por su parecido físico con el futbolista peruano Claudio Pizarro) apareció en el fútbol peruano el año 2001 cuando el técnico del Juan Aurich, Medardo Arce, lo hizo debutar en la Primera División con tan sólo trece años, fue el jugador más joven en debutar en el Fútbol Peruano, ese mismo año descendió de categoría junto al "ciclón". Permaneció en el Aurich las dos siguientes temporadas.
Entre los años 2004 y 2006 juega con la Universidad San Martín, aquí logró clasificar y jugar a la Copa Sudamericana 2006. El 2007 alterna en el Alianza Atlético media temporada para luego pasar a formar parte del Sport Boys, equipo en el cual no llega a disputar partidos oficiales. El año 2008 regresa al Juan Aurich.

## Clubes
| Club                       | País | Año       |
| -------------------------- | ---- | --------- |
| Juan Aurich                | Perú | 2001-2003 |
| Universidad San Martín     | Perú | 2004-2006 |
| Alianza Atlético           | Perú | 2007      |
| Sport Boys                 | Perú | 2007      |
| Juan Aurich                | Perú | 2008-2010 |
| León de Huánuco            | Perú | 2010      |
| Juan Aurich                | Perú | 2011      |
| Alianza Atlético           | Perú | 2011      |
| Sport Boys                 | Perú | 2012      |
| Universidad Señor de Sipán | Perú | 2013      |
| Willy Serrato              | Perú | 2014-2016 |